# Anna i el rei
Anna i el Rei (títol original: Anna and the King) és una pel·lícula estatunidenca d'Andy Tennant estrenada el 1999. És una adaptació lliure de la història d'Anna Leonowens, una professora d'anglès a Siam (actual Tailàndia) el segle xix. Ha estat doblada al català

## Argument
La pel·lícula segueix la història d'Anna Leonowens i del rei de Siam Mongkut (Rama IV). Anna, recentment enviudada viatja a Siam amb el seu fill Louis per ensenyar anglès als fills del Rei. Intel·ligent, i dotada d'un fort temperament, agrada molt al rei que busca modernitzar el seu país i protegir-lo de les amenaces del colonialisme britànic i francès, present en aquell temps a Indoxina i a Birmània, mantenint alhora la majoria de les antigues tradicions que donen al Siam la seva identitat.
A Anna li encanten els fills del Rei, particularment la Princesa Fa-Ying, i quan aquesta mor de còlera, els dos personatges principals de la pel·lícula intimen. Aquest vincle que els uneix serà posat a prova en l'execució d'una de les concubines del Rei, i del seu amant: Tuptim. Desitjosa de veure el seu primer amor, ara monjo, la concubina s'afaita el cap i es fa ella mateixa monjo budista. Quan se la descobreix, és acusada d'haver tingut una relació sexual amb el monjo (el seu presumpte còmplice). Els dos tenen la condemna fixada i, malgrat la temptativa d'Anna per salvar la jove Tuptim, el Rei no vol permetre's sembla dèbil de cara als ulls del seu poble.
En efecte, malgrat la brillant cerimònia organitzada per Anna en honor dels britànics presents al Siam per tal de convertir-los en aliats, el moment és crucial. El Rei es prepara a declarar la guerra a Birmània (llavors sota protectorat britànic), ja que des de fa poc, el Siam és víctima d'atacs prop de la seva frontera amb aquest país. No obstant això, contràriament al que el Rei i els seus ministres pensen, no es tracta d'una maniobra dels britànics sinó d'una traïció del seu general en cap Alak, que enverina el seu propi regiment, lleial al Rei, per recuperar els uniformes siamesos i vestir-ne les seves tropes, per matar el germà del Rei, el príncep Chaofa. Les intencions d'Alak són clares: fer fora els estrangers del Regne, i conquerir Birmània per tal de dur a terme un antic somni expressat per un Rei Siamès.
Gràcies a un anglès tanmateix, que representa la Companyia Britànica de les Índies Orientals i que vol quedar-se al país, el complot és posat al descobert. Des d'aleshores el Rei i la seva família intenten escapar-se de la vulnerable capital del regne (Bangkok), i d'arribar al monestir on el Rei ha passat la major part de la seva vida. Pretextant la recerca d'un elefant blanc, símbol de prosperitat, la família reial es posa en marxa, amb Anna que, convençuda pel primer ministre i malgrat la seva profunda tristesa per a Tuptim, decideix donar suport al Rei (i molt probablement d'impedir el seu assassinat).
Perseguit per l'exèrcit rebel d'Alak, la guàrdia reial decideix fer saltar un pont per alentir la progressió de l'enemic, i per donar temps als reforços, desplaçats al nord, prop de la frontera birmana. En una escena d'un gran suspens, el Rei intenta atreure el general Alak sobre el pont per fer-ho saltar amb ell, però Anna, desobeint ordres del Rei, decideix salvar l'home que estima i gràcies al seu fill Louis, aconsegueix persuadir l'enemic de la presència d'una important força britànica. Els focs d'artifici aparenten un diluvi de coets Congreve, utilitzats per l'exèrcit britànic com a arma ofensiva, i Louis fa sonar una corneta per simular un exèrcit. Les tropes rebels fugen mentre que Alak en un últim impuls intenta abatre amb un mosquet el Rei, però un fidel guarda del cos provoca llavors l'explosió del pont (amb Alak encara a sobre).
L'escena final, després d'una commovedora representació teatral dels nens, té lloc a Bangkok, quan Anna es resigna a marxar no podent casar-se amb l'home que estima. Es descobreix llavors la identitat del narrador, que no és altre que el futur Rei (aleshores príncep i amic íntim de Louis Leonowens) Chulalongkorn, i que en una última frase reflexiona sobre com una sola dona ha pogut il·luminar un país sencer.

## Repartiment
- Jodie Foster: Anna Leonowens
- Chow Yun-fat: Rei Mongkut
- Bai Ling: Tuptim
- Tom Felton: Louis T. Leonowens
- Syed Alwi: Kralahome, Primer Ministre
- Randall Duk Kim: General Alak
- Kay Siu Lim: Pinklao, germà del Rei Mongkut
- Melissa Campbell: Princesa Fa-Ying
- Keith Chin: Príncep Chulalongkorn
- Mano Maniam: Moonshee, minyona d'Anna Leonowens
- Shanthini Venugopal: Beebe, minyona d'Anna Leonowens
- Deanna Yusoff: Reina Thiang, primera esposa
- Geoffrey Palmer: Lord John Bradley
- Anne Firbank: Lady Bradley
- Bill Stewart: Mycroft Kincaid.
- Sean Ghazi: Khun Phra Balat
- Ramli Hassan: Rei Chulalongkorn

## Nominacions
- Oscar a la millor direcció artística 2000 per Luciana Arrighi (art director) i Ian Whittaker (set decorator)
- Oscar al millor vestuari per Jenny Beavan